# José Manuel Fradejas Rueda
José Manuel Fradejas Rueda (Madrid, enero de 1958), lingüista y medievalista madrileño, hijo del filólogo José Fradejas Lebrero. 

## Biografía
Licenciado (1980) y doctorado (1983) en Lingüística Hispánica por la Universidad Complutense; fue profesor de Historia de la Lengua Española (1986-2000) y de Lingüística General (1981-1986) en la Universidad Nacional de Educación a Distancia y luego Catedrático de Filología Románica en la Universidad de Valladolid. Es fundador y director del Archivo Iberoamericano de Cetrería  y especialista en literatura cinegética hispánica; ha editado muchos textos de cetrería castellana y catalana: Libro de los animales que cazan (Madrid, 1987), el Libro de la caza de Juan Manuel (Madrid, 1990), el Libro de cetrería de Evangelista (Londres, 1992) y el Libro de acetrería y montería de Juan Vallés (Madrid, 1994), Tratados de cetrería catalanes (siglo XIV) (Madrid, 2008). También ha publicado la más extensa bibliografía sobre el tema, Bibliotheca cinegetica hispanica (Londres, 1991 y Woodbridge, 2003). Ha editado El conde Lucanor (Barcelona: Plaza y Janés, 1984) y es asesor de la colección Bibliothéque Cynégétique, editada en Francia. También ha investigado al Cid en Crono-bibliografía cidiana (Burgos, 1999). Sobre crítica textual tiene publicada una Introducción a la edición de textos medievales castellanos (Madrid, 1991) y sobre lingüística histórica una Fonología histórica del español (Madrid, 1997 —2.ª ed. 2000—), Prácticas de historia de la lengua española (Madrid, 1995 —2.ª ed. 1998—), Historia de la lengua española I (Madrid, 1999 —2.ª ed. 2000—) y Las lenguas románicas (2010).
Desde su tesis doctoral (1983) se ha decantado y especializado en el uso de los ordenadores en la investigación filológica, lo que se puede situar dentro de las llamadas, actualmente Humanidades Digitales. En este ámbito ha desarrollado el sitio web Archivo Iberoamericano de Cetrería, que se originó durante la fase preparatoria para la declaración de la cetrería como Patrimonio Intangible de la Humanidad. Esta investigación le abocó al uso de los sistemas de marcado y etiquetado para textos, en especial la Text Encoding Initiative (TEI) (Fradejas 2009-10) en la que ha desarrollado un proyecto de investigación financiado por el Ministerio de Economía cuyo objetivo es la edición digital de las Siete Partidas de Alfonso X titulado 7PartidasDigital. Conectado con estas investigaciones se ha interesado por la estilometría (Fradejas 2016, 2018a) y el análisis automático de sentimientos aplicados a textos literarios y el análisis automático de textos (Fradejas 2018b).

## Obras

### Estudios
- Ensayo de una bibliografía de los libros españoles de cetrería y montería (s. XIII-XVII). Madrid: Caïrel, 1985.
- Bibliotheca cinegetica hispanica: bibliografía crítica de los libros de cetrería y montería hispano-portugueses hasta 1799. London: Grant & Cutler, 1991.
- Introducción a la edición de textos medievales, Madrid: Uned, 1991.
- Evangelista’s «Libro de cetrería»: A fifteenth-century satire of falconry books. London: King’s College London Centre for Late Antique and Medieval Studies, 1992.
- –––, Juan Ignacio Pérez Pascual, Pilar Díez de Revenga, Boletín Bibliográfico de Historia de la Lengua Española, Madrid: Asociación de Historia de la Lengua Española, 1993.
- Prácticas de historia de la lengua española. Madrid: Uned, 1995.
- Fonología histórica del español, Madrid: Visor, 1997.
- Literatura cetrera de la Edad Media y el Renacimento español. London: Queen Mary and Westfield College –University of London, 1998.
- Historia de la Lengua Española I. Madrid: Uned, 1998.
- Crono-bibliografía cidiana, Burgos: Ayuntamiento, 1999.
- Pasado y presente de la cetrería en España. Badajoz: Excmo. Ayuntamiento –Institución Ferial, 2002.
- M.ª Jesús Díez Garretas, –––, Isabel Acero Durántez y (colaboración de) Deborah Dietrick Smithbauer, Los manuscritos de la versión castellana del «De regimini principum» de Gil de Roma. Tordesillas: Instituto de Estudios de Iberoamérica – Universidad de Valladolid, 2003.
- Bibliotheca cinegetica hispanica: bibliografía crítica de los libros de cetrería y montería hispano-portugueses hasta 1799. Suplemento 1. Woodbridge (Gran Bretaña): Tamesis Books, 2003.
- Historia de Enrique, fi de Oliva: análisis histórico literario. London: Queen Mary College –University of London, 2003.
- –––, Marinela Garcia Sempere y Baudouin van den Abeele, Breves tratados de cetrería en catalán. Madrid: Círculo de Bibliofilia Venatoria, 2008.

### Ediciones
- Juan Manuel, El Conde Lucanor, Barcelona: Plaza y Janés, 1984.	Edición anotada
- Antiguos tratados de cetrería castellanos. Madrid: Cairel, 1985.	Estudio y edición
- Muhammad Ibn cAbdallah Ibn cUmar al-bayzar, Libro de los animales que cazan. Madrid: Casariego, 1987.	Edición crítica
- Juan Manuel, Libro de la caza [cetrería] – Los paramientos de la caza o reglamentos sobre la caza en general. Madrid: Casariego, 1990.	Edición
- Textos y concordancias de los textos menores del MS V.II.19 de El Escorial: «Gerardus Falconarius», «Dancus Rex», «Guillelmus Falconarius» y «Libro de los açores». Madison: Hispanic Seminary of Medieval, 1992.	Edición
- Texto y concordancias del MS 9 de la RAE: «Tratado de cetrería». Madison: Hispanic Seminary of Medieval Studies, 1992.	Edición
- Texto y concordancias del MS Additional 16392: «Libro de la caça de las aues» de Pero López de Ayala. Madison: Hispanic Seminary of Medieval Studies, 1992.	Edición
- Juan Vallés, Libro de acetrería y montería. Madrid: Círculo de Bibliofilia Venatoria, 1994.	Edición crítica
- Francisco Calero, Juan Manuel, Libro de la caza, Madrid: Guillermo Blázquez, 1998.	Edición modernizada
- Juan Manuel, El Conde Lucanor. Madrid: Ediciones Libertarias, 1998.	Edición
- Juan Manuel y el «Libro de la caza», Tordesillas: Instituto de Estudios de Iberoamérica –Universidad de Valladolid, 2001.	Editor y autor de capítulos y edición crítica
- Juan Manuel, El Conde Lucanor. Madrid: DeBolsillo, 2002.	Edición anotada
- La caza en la edad media. Tordesillas: Instituto de Estudios de Iberoamérica – Universidad de Valladolid, 2002.	Editor y autor de capítulo
- Jorge Manrique, Cancionero. Dueñas (Palencia): Simancas, 2003.	Edición divulgativa
- El arte de cetrería de Federico II. Ciudad del Vaticano, Biblioteca Vaticana Apostólica, 2004.	Traducción y edición anotada
- Jesús Varela y –––, Diario del primer viaje de Cristóbal Colón. Valladolid: Excmo. Ayuntamiento de Valladolid, 2006.	Edición
- Jesús Varela y –––, Diario de Cristóbal Colón (transcripción y edición facsimilar). Valladolid: Instituto Interuniversitario de Estudios de Iberoamérica y Portugal, 2006.	Edición

Ediciones y transcripciones electrónicas
- Textos clásicos de cetrería, montería y caza. Madrid: Fundación Histórica Tavera, 1999 (CD-rom).	Edición electrónica
- Libros de los açores, en Libro John O’Neill (comp.). Electronic Texts and Concordances of the Madison Corpus of Early Spanish Manuscripts and Printings. Madison & New York: Hispanic Seminary of Medieval Studies, 1999 (CD-rom).	Transcripción electrónica
- Tratado de cetrería, en Libro John O’Neill (comp.). Electronic Texts and Concordances of the Madison Corpus of Early Spanish Manuscripts and Printings. Madison & New York: Hispanic Seminary of Medieval Studies, 1999 (CD-rom).	Transcripción electrónica
- Libro de cetrería de Evangelista, en Libro John O’Neill (comp.). Electronic Texts and Concordances of the Madison Corpus of Early Spanish Manuscripts and Printings. Madison & New York: Hispanic Seminary of Medieval Studies, 1999 (CD-rom).	Tranripción electrónica.
- Guillelmus falconarius, en Libro John O’Neill (comp.). Electronic Texts and Concordances of the Madison Corpus of Early Spanish Manuscripts and Printings. Madison & New York: Hispanic Seminary of Medieval Studies, 1999 (CD-rom).	Transcripción electrónica
- Gerardus falconarius, en Libro John O’Neill (comp.). Electronic Texts and Concordances of the Madison Corpus of Early Spanish Manuscripts and Printings. Madison & New York: Hispanic Seminary of Medieval Studies, 1999 (CD-rom).	Transcripción electrónica
- Pero López de Ayala Libro de la caça de las aves, en Libro John O’Neill (comp.). Electronic Texts and Concordances of the Madison Corpus of Early Spanish Manuscripts and Printings. Madison & New York: Hispanic Seminary of Medieval Studies, 1999 (CD-rom).	Transcripción electrónica
- Dancus Rex, en Libro John O’Neill (comp.). Electronic Texts and Concordances of the Madison Corpus of Early Spanish Manuscripts and Printings. Madison & New York: Hispanic Seminary of Medieval Studies, 1999 (CD-rom).	Transcripción electrónica
- Historia de Enrique, fi de Oliva. Instituto Cervantes, 2002

- Datos: Q2884359